# B-Force
B-Force, cuyo nombre real es Dalarnas län, nació en el año 1973 y es más conocido por su nombre de artístico B-Force como el actual bajista de Dark Funeral. Éste solo participó en los DVD y también participó en la banda de industrial Metal Pain.

## Discografía

### DVD
- Attera Orbis Terrarum Pt.1
- Attera Orbis Terrarum Pt.2